# Brian Reynolds Myers
Brian Reynolds Myers (Nova Jersey, 1963), geralmente citado como B. R. Myers, é um professor estadunidense de estudos internacionais na Universidade Dongseo em Busan, Coreia do Sul, mais conhecido por seus escritos sobre propaganda norte-coreana. Ele é editor colaborador da revista The Atlantic e colunista de opinião do The New York Times e do The Wall Street Journal. Myers é autor de Han Sŏrya and North Korean Literature (1994), A Reader's Manifesto (2002), The Cleanest Race (2010) e North Korea's Juche Myth (2015).

## Juventude e educação
Myers nasceu em Nova Jersey, perto de Fort Dix. Sua mãe é britânica, e seu pai era um oficial do Exército dos EUA da Pensilvânia que serviu na Coreia do Sul como capelão militar, muitas vezes ajudando órfãos locais. Myers também é descendente de John F. Reynolds por meio de seu pai.
Ele passou a infância nas Bermudas e os anos do ensino médio na África do Sul do apartheid, e se formou na Alemanha. Ele recebeu seu mestrado em Estudos Soviéticos pela Universidade do Ruhr (1989) e um doutorado em Estudos Coreanos com foco em literatura norte-coreana pela Universidade de Tübingen (1992). Mais tarde, Myers ensinou alemão no Japão e trabalhou no escritório de ligação da Mercedes-Benz em Pequim em 1996.

## Carreira
Antes de sua nomeação na Universidade Dongseo, Myers lecionou literatura e sociedade norte-coreana no Departamento de Estudos Norte-Coreanos da Universidade da Coreia. Ele também ensinou globalização e literatura norte-coreana no Departamento de Estudos Coreanos da Universidade Inje.

## Vida e política
Myers é casado com uma sul-coreana e vive e leciona na Coreia do Sul, para onde se mudou em 2001. Anteriormente, ele morou no estado americano do Novo México. Politicamente, Myers se identifica como esquerdista e apoia o Partido Verde dos Estados Unidos, o veganismo e os direitos dos animais. Myers fala coreano, mandarim, japonês e alemão.
Apesar de sua visão progressista da política americana, ele é frequentemente considerado um "conservador" na Coreia do Sul porque tem uma visão crítica das visões políticas de "esquerda nacionalista" dos liberais e progressistas sul-coreanos, incluindo o Partido Democrático da Coreia. Em uma entrevista de dezembro de 2014 para o jornal conservador Munhwa Ilbo, Myers se identificou como um "conservador e ferrenho anti-Coreia do Norte". Ele se opõe ao nacionalismo étnico coreano anti-japonês/anti-imperialista e defende o nacionalismo estatal baseado na Coreia do Sul. De acordo com o Hankyoreh, mídia de esquerda em 2011, Myers classificou-o como tendo uma "visão típica do conservadorismo americano".
Liberais e progressistas sul-coreanos defendem a visão de que a República da Coreia (Coreia do Sul) foi fundada em 1919, quando o Governo Provisório foi estabelecido, e não em 1948, o estabelecimento oficial do governo sul-coreano. Em contraste, os conservadores sul-coreanos reconhecem 15 de agosto de 1948 como o "dia da fundação" da República da Coreia. Myers apoiou a posição dos conservadores sul-coreanos ao expressar a opinião de que 15 de agosto de 1948 deveria ser comemorado com a promulgação do aniversário da fundação.
Myers concedeu uma entrevista em 2024 ao jornal ultraconservador Segye Ilbo, apoiado pela Igreja da Unificação; ele se opôs ao impeachment de Park Geun-hye e defendeu os conservadores pró-Park. Myers defendeu Park Geun-hye, acusando o impeachment de um "golpe parlamentar".

## Obras
- Myers, Brian Reynolds (1994). Han Sŏrya and North Korean Literature: The Failure of Socialist Realism in the DPRK. Ithaca, New York: Cornell East Asia Program. ISBN 0-939657-84-8
- — (2002). A Reader's Manifesto: An Attack on the Growing Pretentiousness of American Literary Prose. Hoboken, New Jersey: Melville House Publishing. ISBN 0-9718659-0-6
- — (2010). The Cleanest Race: How North Koreans See Themselves and Why It Matters. Hoboken, New Jersey: Melville House Publishing. ISBN 978-1-933633-91-6
- — (2015). North Korea's Juche Myth. Busan: Sthele Press. ISBN 978-1-5087-9993-1